# Талеби, Абуталеб
Абуталеб Талеби Горгори (перс. ابوطالب طالبی گورگوری‎, 10 апреля 1945, Меренд — 21 июля 2008, Тегеран) — иранский борец вольного стиля, призёр Олимпийских игр и чемпионатов мира.

## Биография
Родился в 1945 году в Меренде. В 1966 году стал бронзовым призёром чемпионата мира, в 1967 году повторил этот результат. В 1968 году завоевал бронзовую медаль Олимпийских игр в Мехико. В 1969 году вновь стал бронзовым призёром чемпионата мира.